# Lubomír Juřica
Lubomír Juřica (* 21. srpna 1956) je bývalý český fotbalista, útočník.

## Fotbalová kariéra
V československé lize hrál za VP Frýdek MísteK, Slavii Praha a Sigmu Olomouc. Nastoupil ve 44 ligových utkáních a dal 6 gólů.

## Ligová bilance
| Ročník                                   | Zápasy | Góly | Klub             |
| ---------------------------------------- | ------ | ---- | ---------------- |
| 1. československá fotbalová liga 1976/77 | 11     | 1    | VP Frýdek-Místek |
| 1. československá fotbalová liga 1980/81 | 13     | 0    | Slavia Praha     |
| 1. československá fotbalová liga 1982/83 | 20     | 5    | Sigma Olomouc    |
| CELKEM                                   | 44     | 6    |                  |